# Sommer-Paralympics 2016/Teilnehmer (Guatemala)
| stlisierte Goldmedaille | stlisierte Silbermedaille | stlisierte Bronzemedaille |
| ----------------------- | ------------------------- | ------------------------- |
| —                       | —                         | —                         |

Guatemala entsandt zu den Paralympischen Sommerspielen 2016 in Rio de Janeiro einen Athleten.

## Teilnehmer nach Sportart

### Leichtathletik
| Männer              |           |             |   |   |   |               |               |               |               |               |               |               |
| Oscar Raxon Siqueij | 1500m T11 | 4:57,22 min | 3 | - | - | ausgeschieden | ausgeschieden | ausgeschieden | ausgeschieden | ausgeschieden | ausgeschieden | ausgeschieden |